# Drosophila spiethi
Drosophila spiethi är en tvåvingeart som beskrevs av Elmo Hardy 1967. Drosophila spiethi ingår i släktet Drosophila och familjen daggflugor.
Artens utbredningsområde är Hawaii.